# Marek Kulesza
Marek Stefan Kulesza (ur. 5 października 1959 w Warszawie) – polski kolarz torowy, olimpijczyk z Moskwy 1980.
Zawodnik klubu CWKS Legia Warszawa. Wielokrotny medalista mistrzostw Polski w kolarstwie torowym i szosowym:
- złoty
  - kolarstwie torowym w wyścigu drużynowym na 4 km na dochodzenie w latach 1978-1980. 1982,
- srebrny
  - w kolarstwie szosowym w wyścigu drużynowym na 100 km na czas,
- brązowy
  - w kolarstwie torowym w wyścigu dystansowym na 50 km w latach 1979, 1980
  - w kolarstwie szosowym w wyścigu drużynowym w latach 1981, 1983

Uczestnik mistrzostw świata w Amsterdamie w 1979 roku w wyścigu drużynowym na 4 km na dochodzenie, w którym Polska drużyna zajęła 8. miejsce, oraz w wyścigu dystansowym (punktowym) w którym odpadł w eliminacjach.
Na igrzyskach w Moskwie wystartował w wyścigu drużynowym na 4 km na dochodzenia (partnerami byli: Andrzej Michalak, Janusz Sałach, Zbigniew Woźnicki). Polska drużyna zajęła 9. miejsce.